# Brad Inman
Brad Inman (Adelaide, 10 dicembre 1991) è un calciatore australiano con cittadinanza scozzese, attaccante del Gold Coast Knights.

## Carriera

### Club
Cresciuto calcisticamente nelle giovanili del Newcastle United, dal 2009 al 2012 fa parte della rosa della prima squadra, dove non viene impiegato. Non riuscendo a trovare spazio in squadra, nel 2012 viene ceduto in prestito al Crewe Alexandra, che l'anno successivo lo acquista a titolo definitivo. Quattro stagioni dopo, nel 2016, viene ceduto al Peterborough United, che nel 2017 lo manda in prestito al Rochdale, venendo poi riscattando a titolo definitivo nel 2018. Nel 2019 fa ritorno in patria nelle file del Brisbane Roar, totalizzando 27 presenze e 5 reti. Nel 2020 si trasferisce agli indiani dell'ATK Mohun Bagan, che nel gennaio 2021 lo girano in prestito all'Odisha, prestito che si interrompe già a marzo, quando, ancora una volta, torna a giocare in patria, ma sempre in prestito, al Western United. Nell'estate del 2021 viene acquistato a titolo definitivo dal Mumbai City, debuttando anche nelle competizioni asiatiche.

### Nazionale
In possesso del passaporto australiano e quello britannico, ha potuto giocare con le nazionali giovanili scozzesi Under-19 ed Under-21.

## Statistiche

### Presenze e reti nei club
Statistiche aggiornate al 18 aprile 2022.
| Stagione               | Squadra                | Campionato             | Campionato | Campionato | Coppe nazionali | Coppe nazionali | Coppe nazionali | Coppe continentali | Coppe continentali | Coppe continentali | Altre coppe | Altre coppe | Altre coppe | Totale | Totale |
| Stagione               | Squadra                | Comp                   | Pres       | Reti       | Comp            | Pres            | Reti            | Comp               | Pres               | Reti               | Comp        | Pres        | Reti        | Pres   | Reti   |
| ---------------------- | ---------------------- | ---------------------- | ---------- | ---------- | --------------- | --------------- | --------------- | ------------------ | ------------------ | ------------------ | ----------- | ----------- | ----------- | ------ | ------ |
| 2012-2013              | Crewe Alexandra        | FL1                    | 21         | 5          | FACup+CdL       | 0               | 0               |                    | -                  | -                  | FLT         | 5           | 3           | 26     | 8      |
| 2013-2014              | Crewe Alexandra        | FL1                    | 36         | 4          | FACup+CdL       | 2+0             | 0               |                    | -                  | -                  | FLT         | 2           | 0           | 40     | 4      |
| 2014-2015              | Crewe Alexandra        | FL1                    | 21         | 1          | FACup+CdL       | 2+2             | 0+1             |                    | -                  | -                  | FLT         | 1           | 0           | 26     | 2      |
| 2015-2016              | Crewe Alexandra        | FL1                    | 39         | 10         | FACup+CdL       | 1+1             | 0               |                    | -                  | -                  | FLT         | 1           | 0           | 42     | 10     |
| Totale Crewe Alexandra | Totale Crewe Alexandra | Totale Crewe Alexandra | 117        | 20         |                 | 8               | 1               |                    | -                  | -                  |             | 9           | 3           | 134    | 24     |
| 2016-2017              | Peterborough Utd       | FL1                    | 11         | 0          | FACup+CdL       | 1+0             | 0               |                    | -                  | -                  | FLT         | 0           | 0           | 12     | 0      |
| 2017-2018              | Rochdale               | FL1                    | 37         | 4          | FACup+CdL       | 3+2             | 2+0             |                    | -                  | -                  | FLT         | 5           | 2           | 47     | 8      |
| 2018-2019              | Rochdale               | FL1                    | 29         | 4          | FACup+CdL       | 1+1             | 0               |                    | -                  | -                  | FLT         | 3           | 0           | 34     | 4      |
| Totale Rochdale        | Totale Rochdale        | Totale Rochdale        | 66         | 8          |                 | 7               | 2               |                    | -                  | -                  |             | 8           | 2           | 81     | 12     |
| 2019-2020              | Brisbane Roar          | AL                     | 24+1       | 4+0        | CA              | 2               | 1               |                    | -                  | -                  |             | -           | -           | 27     | 5      |
| 2020-gen. 2021         | ATK Mohun Bagan        | ISL                    | 7          | 0          |                 | -               | -               |                    | -                  | -                  |             | -           | -           | 7      | 0      |
| gen.-mar. 2021         | Odisha                 | ISL                    | 6          | 1          |                 | -               | -               |                    | -                  | -                  |             | -           | -           | 6      | 1      |
| mar.-giu. 2021         | Western Utd            | AL                     | 5          | 0          |                 | -               | -               |                    | -                  | -                  |             | -           | -           | 5      | 0      |
| 2021-2022              | Mumbai City            | ISL                    | 14         | 0          |                 | -               | -               | AFC                | 4                  | 0                  |             | -           | -           | 18     | 0      |
| Totale carriera        | Totale carriera        | Totale carriera        | 251        | 33         |                 | 18              | 4               |                    | 4                  | 0                  |             | 17          | 5           | 290    | 42     |

## Palmarès

### Club

#### Competizioni nazionali
- English Football League Trophy: 1

Crewe Alexandra: 2012-2013